# 長野朝鮮初中級学校
長野朝鮮初中級学校（ながのちょうせんしょちゅうきゅうがっこう、나가노조선초중급학교）は、長野県松本市島内にある、学校法人長野朝鮮学園が運営する朝鮮学校である。
日本の幼稚園・小中学校に相当する教育を行っている各種学校（非一条校）である。

## 沿革
- 1969年（昭和44年） - 東筑摩郡麻績村に現校を設立
- 1971年（昭和46年） - 松本市蟻ケ崎に移転
- 1999年（平成11年） - 現在地の松本市島内に移転

## 学科
- 初級部
- 幼稚班
- 中級部

## 生徒数
- 2008年5月の時点で70人[1]。
- 2024年6月の時点で約40人。中級部が14人。[2]。
- 2025年1月の時点で38人。幼稚班が5人、初級部が17人、中級部が14人。[3]。

## 所在地
- 〒390-0861 長野県松本市島内2643番地1

## 周辺
- 長野県松本筑摩高等学校
- 松本IC